# 우리엔터테인먼트
우리엔터테인먼트는 대한민국의 연예 기획사다. 

## 개요
우리엔터테인먼트(대표 백희정)은 가수 양성과 공연 제작((주)우리기획)을 하고 있다.

## 소속 연예인
- 조항조
- 나미애
- 나영
- 무룡
- 손빈아
- 김산하
- 최윤하